# Herman Magnusson
Herman Magnusson, född 21 februari 1998, är en svensk fotbollsspelare som spelar för Västerås SK.

## Karriär
Magnusson är fostrad i IF Brommapojkarna, där han bl.a. spelade med Andreas Tysk, men gick 2018 till Karlbergs BK. Efter tre säsonger i Karlsberg BK värvades han inför säsongen 2021 av Ettan Norra-klubben Sollentuna FK.
I augusti 2021 värvades Magnusson av Västerås SK. I december 2022 förlängde han sitt kontrakt med två år.Januari 2024 skrev Magnusson på nytt kontrakt som sträcker sig över 2025.